# Pauline Davis-Thompson
Pauline Davis-Thompson (ur. 9 lipca 1966 w Nassau) – bahamska sprinterka, specjalizująca się w biegach na 200 i 400 m. Dwukrotna medalistka mistrzostw świata oraz trzykrotna medalistka olimpijska. W swej karierze wystąpiła w pięciu edycjach igrzysk olimpijskich (1984, 1988, 1992, 1996, 2000).

## Sukcesy

### Igrzyska olimpijskie
| Igrzyska Olimpijskie | Miejsce | Data | Konkurencja        | Wynik | Miejsce   |
| -------------------- | ------- | ---- | ------------------ | ----- | --------- |
| Atlanta 1996         | Atlanta | 1996 | sztafeta 4 × 100 m | 42,14 | 2 miejsce |
| Sydney 2000          | Sydney  | 2000 | bieg na 200 m      | 22,27 | 1 miejsce |
| Sydney 2000          | Sydney  | 2000 | sztafeta 4 × 100 m | 41,95 | 1 miejsce |

### Mistrzostwa świata
| Mistrzostwa Świata | Miejsce  | Data | Konkurencja        | Wynik | Miejsce   |
| ------------------ | -------- | ---- | ------------------ | ----- | --------- |
| Göteborg 1995      | Göteborg | 1995 | bieg na 400 m      | 49,96 | 2 miejsce |
| Sewilla 1999       | Sewilla  | 1999 | sztafeta 4 × 100 m | 41,92 | 1 miejsce |

### Halowe mistrzostwa świata
| Mistrzostwa Świata | Miejsce   | Data | Konkurencja   | Wynik | Miejsce   |
| ------------------ | --------- | ---- | ------------- | ----- | --------- |
| Barcelona 1995     | Barcelona | 1995 | bieg na 200 m | 22,68 | 2 miejsce |
| Maebashi 1999      | Maebashi  | 1999 | bieg na 200 m | 22,70 | 3 miejsce |

## Rekordy życiowe
- bieg na 100 m – 10,97 (2000)
- bieg na 200 m – 22,27 (2000)
- bieg na 400 m – 49,28 (1996)
- bieg na 200 m (hala) – 22,68 (1995), do 2021 rekord Bahamów[1]

Davis-Thompson jest także rekordzistką kraju w sztafecie 4 × 100 metrów (41,92 1999)